# جيسيكا كلارك (عارضة أزياء)
جيسيكا روماتا كلارك (مواليد 1993) عارضة أزياء نيوزيلندية من أصل ماورية , في عام 2011 أصبحت أول نيوزيلندية تعرض لأزياء فيكتوريا سيكريت ، والتي بظهورها في عرض الأزياء السنوي.

## روابط خارجية
- جيسيكا كلارك على موقع دليل عارضات الأزياء (الإنجليزية)

- Jessica Clarke at Clyne Model Management
- Meet the New Girl an interview with Clarke at نيويورك